# Ходжаев, Эммануил Багдасарович
Эммануил Багдасарович Ходжаев (23 октября [4 ноября] 1861, Пятигорск, Ставропольская губерния — 2 января 1939, Москва) — российский архитектор, городской архитектор Пятигорска (1900—1902) и Кисловодска (1904—1905 и ещё дважды).

## Биография
Родился 23 октября 1861 года в Пятигорске, Ставропольская губерния. Был крещён в армянской церкви в Георгиевске.
В 1877—1882 годах Ходжаев учился во Владикавказской военной прогимназии. В 1882—1884 годах являлся вольнослушателем, а в 1884—1891 годах — учащимся Санкт-Петербургской академии художеств, получил звание классного художника-архитектора 3-й степени.
В 1889 году на летней практике принимал участие в разработке пятигорского сквера Лермонтова и водопродажного павильона в парке «Цветник». В 1891 году построил одно из первых зданий по собственному проекту — приходской дом около пятигорской церкви Сурб Таргманчац. В тот же период работал в Армавире, Кубанская область.
С 1892 года работает на Кавказских Минеральных Водах. С осени 1900 года до лета 1902 года исполнял обязанности городского архитектора Пятигорска. К 1903 году построил себе дом на Хлудовской улице (ныне ул. Чкалова) в Кисловодске.
В 1904 году переехал в Кисловодск, где избрался гласным городской думы. В 1904—1905 годах являлся первым городским архитектором Кисловодска, позднее ещё дважды занимал эту должность. В 1910 году Ходжаев переехал на построенную им дачу «Лизушка» на Померанцевской улице (позднее ул. Урицкого, ныне ул. Ходжаева).
В 1932 году вместе с семьёй дочери переехал в Москву. Умер там 2 января 1939 года, похоронен на московском Армянском кладбище.
Занимался благотворительностью: финансово помогал двухклассной карачаевской школе, состоял в попечительском совете женской гимназии и являлся председателем Общества вспомоществования нуждающимся учащимся гимназий Кисловодска.

## Семья
Отец — купец Багдасар Эмануилович Ходжаев (ок. 1835—1904), этнический армянин из Нахичевани-на-Дону.
Мать — Елизавета Никитична, урожд. Челахова (ок.1840—1889). Дед по материнской линии — купец Никита Артемьевич Челахов (Челахьян; ?—1864).
Жена — Татьяна Алексеевна Балиева (1872—1937), брак заключён в 1898 году.
Дети: Люция (1899—?), Бальтазар (1900—?) и Елизавета (1902—1947). Люция и Бальтазар после Октябрьской революции эмигрировали, жили в США. Елизавета Ходжаева вышла замуж за Мирона Мержанова, арестована вместе с мужем в 1943 году, умерла в лагере под Карагандой.

## Проекты и постройки
Ходжаеву принадлежит около 500 проектов, из которых до 300 нашли воплощение в реальности. Большинство построенных зданий — на Кавказских Минеральных Водах, конкретно в Кисловодске, Пятигорске и Ессентуках, некоторые — в других частях Терской и Кубанской областей. Основные стили — модерн и неомавританский стиль.

### Пятигорск
- Здание Почтовых учреждений
- Прогимназия Гурджиевой
- Гостиница и дом Ганжумовых
- Доходный дом Ходжаевых

### Кисловодск
- Дача «Эльбрус»
- Отель «Централь»
- Дача Шаляпина
- Дача Тарасовых
- Дача «Ретвизан»
- Особняк Ходжаева
- Пансионат «Звёздный»
- Гостиница «Россия»
- Гостиница «Московская»
- «Золотой замок»
- Отель-пансион Ганешина
- Дом детского творчества
- Дача «Лизушка»
- Дача «Карс»
- Дом Агафонова
- Хлудовская больница
- Дача Кшесинской
- Торговые ряды

Постройки Ходжаева в Кисловодске
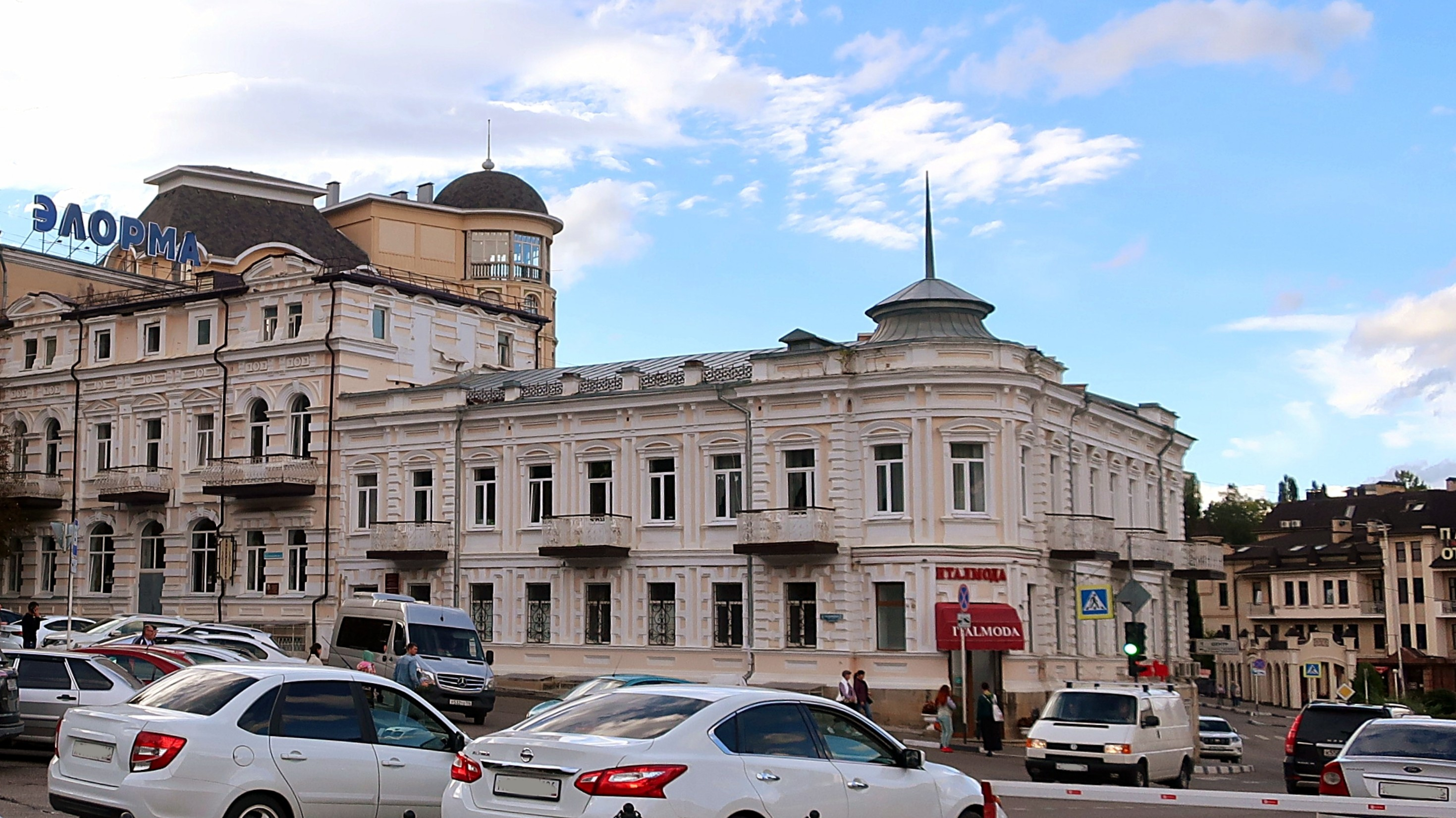
Отель «Централь»
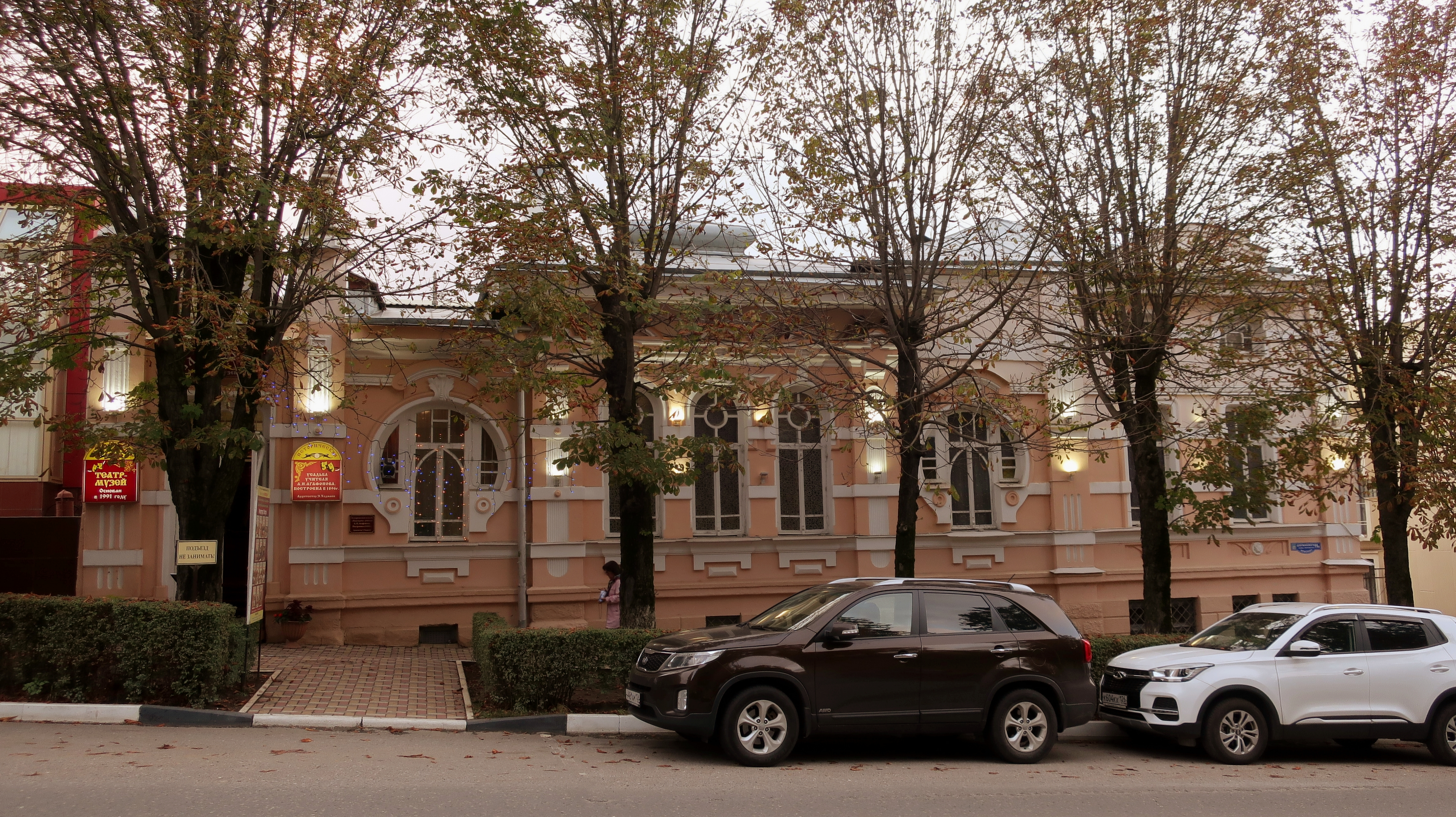
Дом Агафонова (ок. 1900)
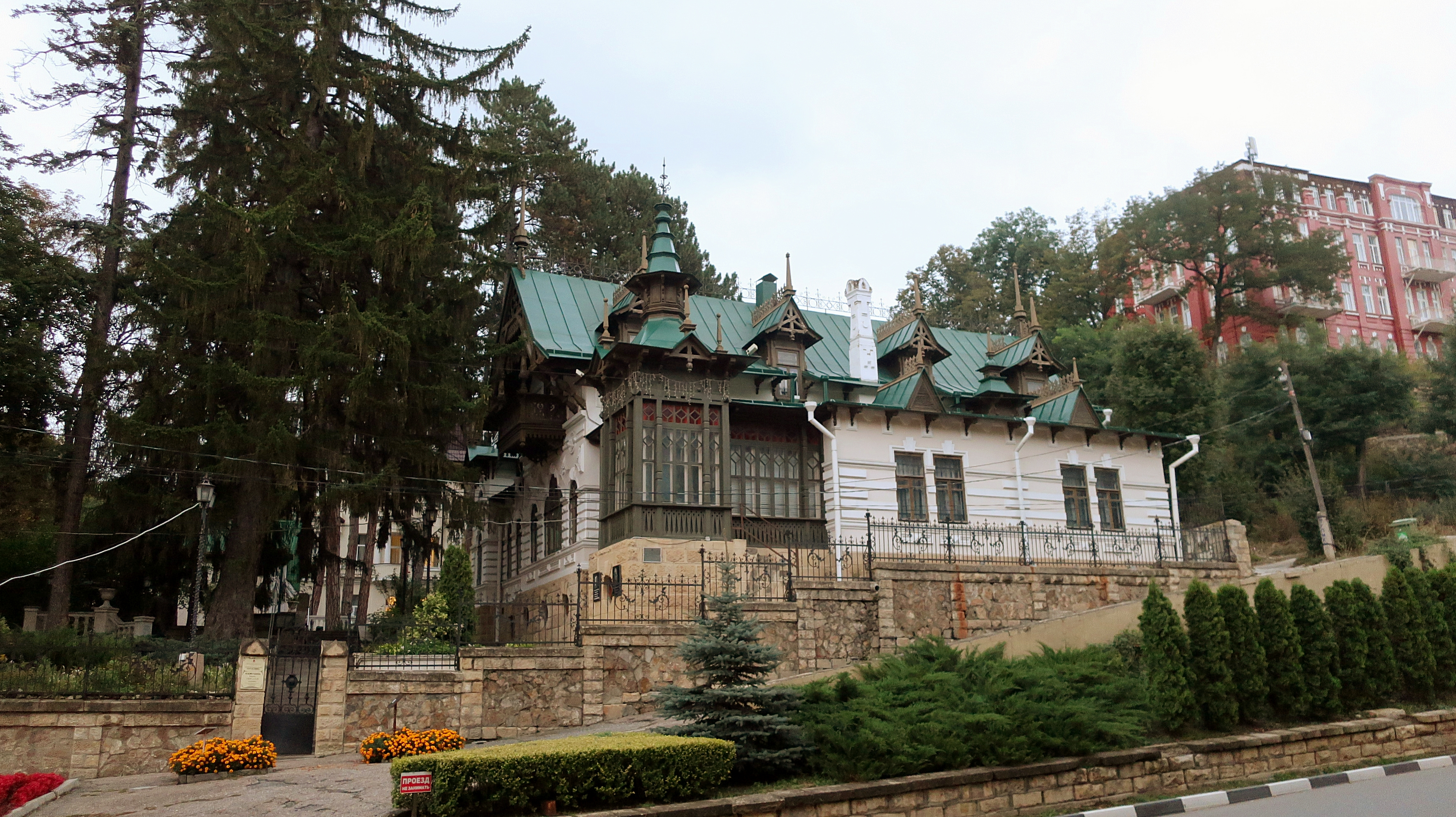
Дача Шаляпина (1902)
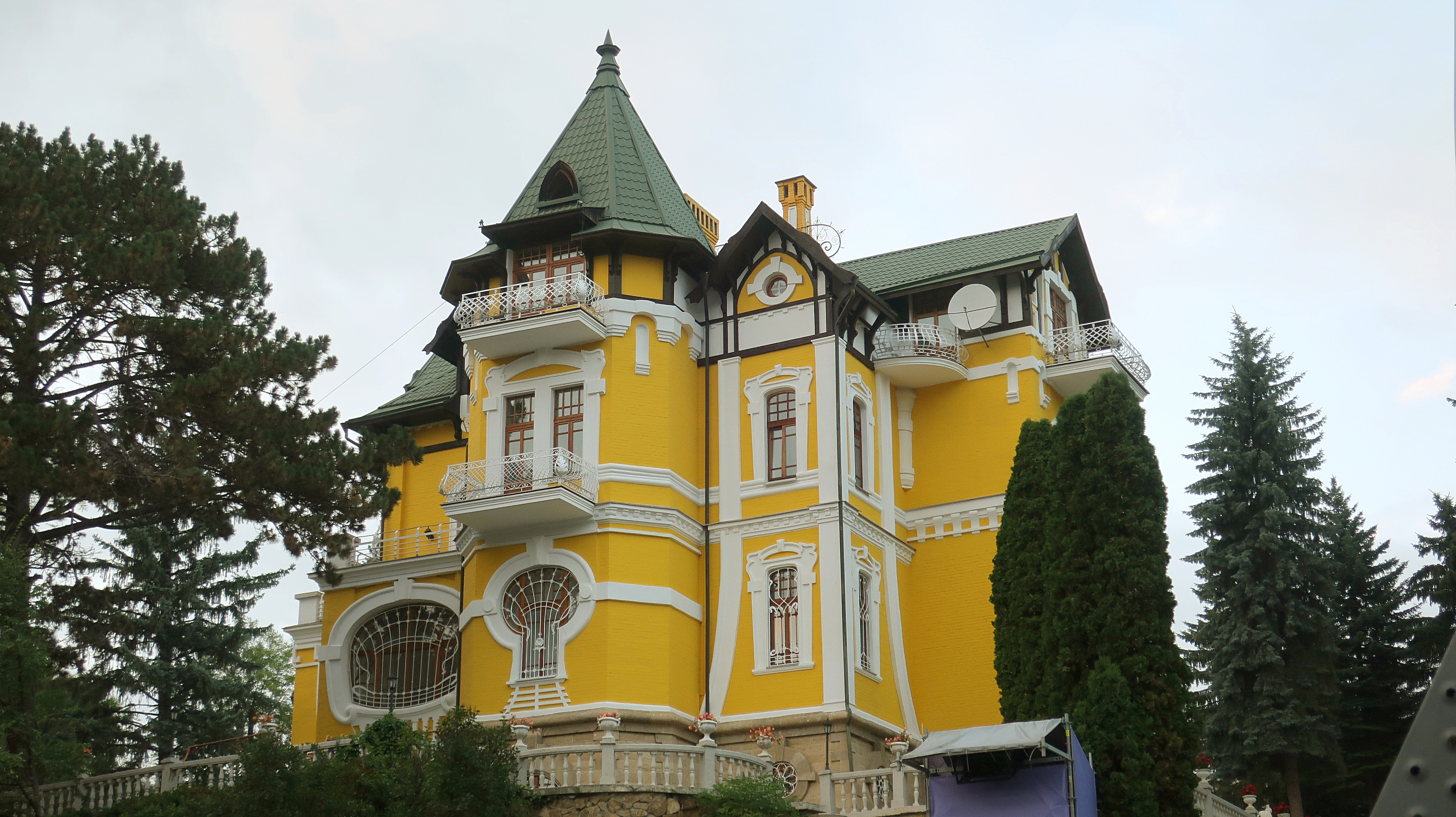
Дача Кшесинской (1905)
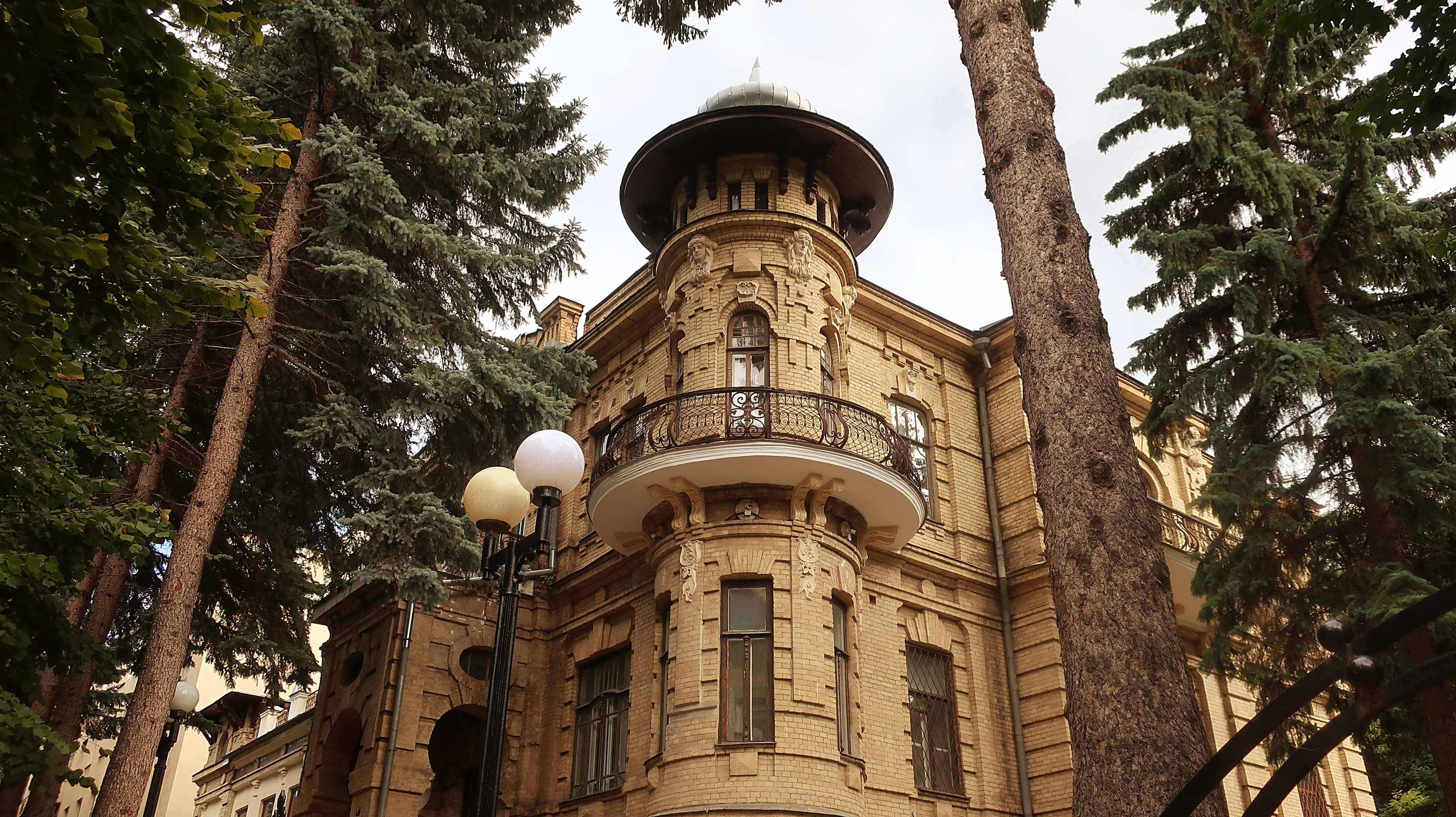
Дача «Эльбрус» (1906)
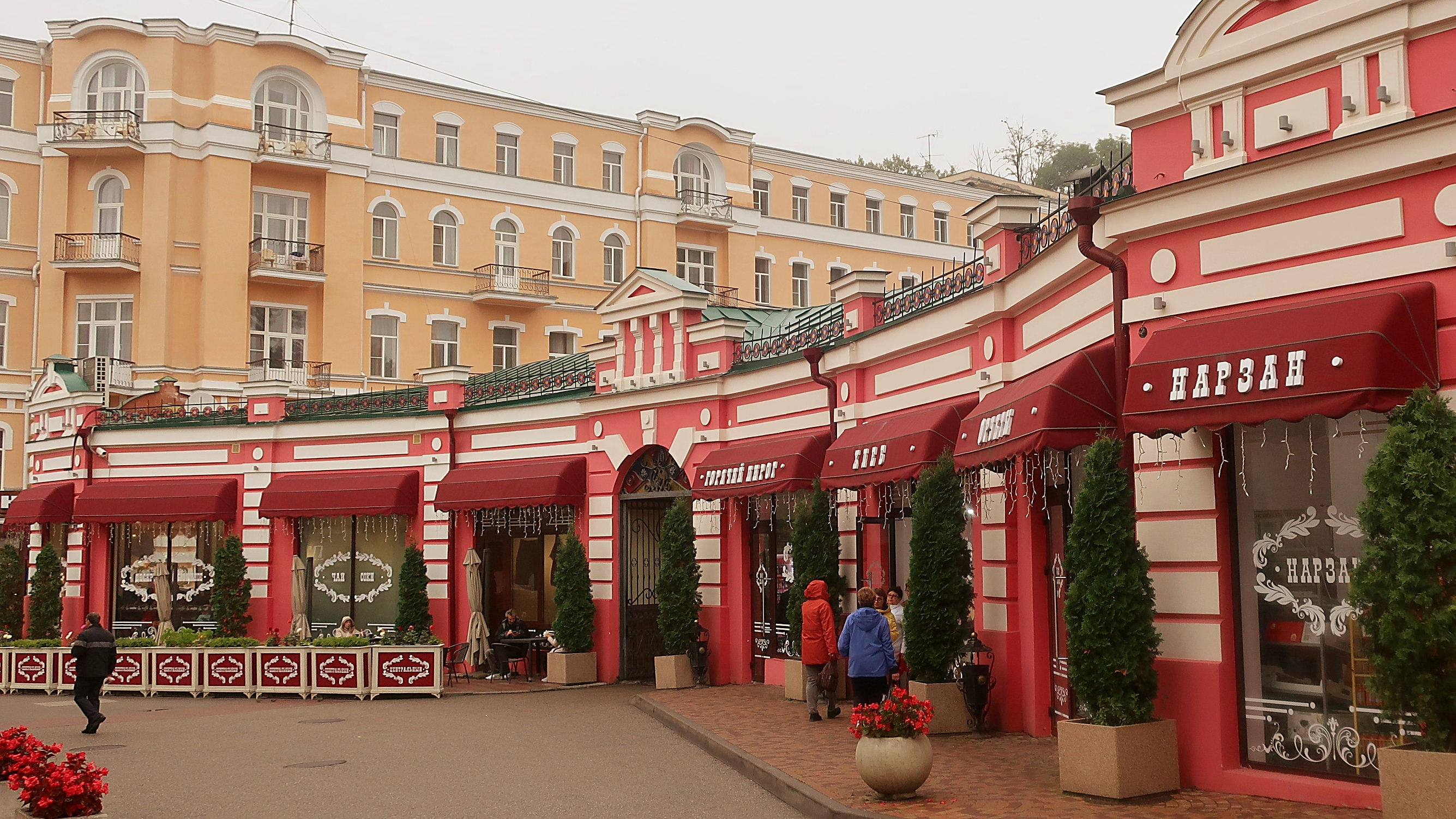
Торговые ряды (1910)

## Память
- Памятник Ходжаеву в Кисловодске работы Равиля Юсупова (2020)[2].
- Улица Ходжаева в Кисловодске (до 2020 — ул. Урицкого, ранее — Померанцевская улица)[2].